# Virágzási hormon
A virágzási hormon vagy florigén kifejezést olyan hipotetikus hormon-szerű molekulákra használják, amik szabályozzák és/vagy kiváltják a növények virágzását. Az, hogy ténylegesen léteznek ilyen hormonok, még nem bizonyított.
Az úgynevezett florigén modell szerint egy speciális, virágzást elősegítő hormonféleség, a florigén idézi elő az apikális merisztéma generatívvá differenciálódását. Az erre irányuló egyik kísérletsorozatban sem sikerült azonban ezt az anyagot egyértelműen kimutatni. Egy másik modell szerint a megnövekedett asszimilátum-ellátás váltja ki a generatív növekedést. A jelenleg elfogadott, harmadik modell szerint a virágzást több tényező együttes jelenléte, kölcsönhatása váltja ki, a konkrét szabályozás akár fajonként különböző lehet.

## Története
A florigént először az orosz növényélettan-tudós, Mikhail Chailakhyan írta le 1937-ben. Chailakhyan demonstrálta, hogy egy már virágzó egyedről oltóággal képest átvinni a virágzást egy másik növényre.
Anton Lang mutatta meg, hogy az egyébként virágzásra nem serkentő fotoperiódusban is sok esetben ki lehet váltani a hosszú nappalos és kétéves növény virágzását, ha gibberellinnel kezeljük azokat. Ez Chailakhyant arra sarkallta, hogy florigén-elméletét bővítse, a virágzási hormonok két osztályát feltételezve:
- gibberellinek
- „anthesin”.

Chailakhyan azt feltételezte, hogy a virágzásra nem serkentő fotoperiódus alatt a hosszú nappalos növények anthesint termelnek (de gibberellint nem), míg a rövid nappalos növények ezalatt gibberellint termelnek (de anthesint nem). Chailakhyan elmélete azonban nem magyarázza meg azt a tényt, hogy a virágzásra nem serkentő fotoperiódus alatt növő rövid nappalos növények (amik tehát gibberellint termelnek) nem képesek beoltás útján virágzást kiváltani a virágzásra nem serkentő fotoperiódus alatt növő (így anthesint termelő) hosszú nappalos növényekben. A virágzási hormon több mint 60 év alatt sikeresen ellenállt a tudósok próbálkozásainak, mivel a virágzás szabályozása igen komplex rendszernek bizonyult.
Az egyik lehetséges válasz a problémára az, hogy „florigén” mint olyan nem létezik; ehelyett más hormonok arányának kell valamilyen értéket elérnie a növény virágzásához.
Újabb keletű kísérletek arra utalnak, hogy a florigén mégiscsak létezik. Kísérletekkel sikerült alátámasztani, hogy a virágzást kiváltó vegyület a növény leveleiben termelődik vagy aktiválódik, bizonyos idő kell hozzá, hogy kimenjen a levelekből, és ezután kezdődik meg a virágzás.
A kiváltó jel egy FT nevű génhez tartozó hírvivő RNS volt. Ez az RNS-molekula a levelekből a floémban lévő növekedési csúcshoz továbbítódik, ahol az FT fehérje kölcsönhatásba lép az FD nevű transzkripciós faktorral.
(Még újabb kutatások szerint nem az RNS-molekula, hanem maga a fehérje hat a virágzást kiváltó jelként.) 

### Fordítás
- Ez a szócikk részben vagy egészben a Florigen című angol Wikipédia-szócikk ezen változatának fordításán alapul.  Az eredeti cikk szerkesztőit annak laptörténete sorolja fel. Ez a jelzés csupán a megfogalmazás eredetét és a szerzői jogokat jelzi, nem szolgál a cikkben szereplő információk forrásmegjelöléseként.